# جنی دانهام
جنی دانهام (انگلیسی: Jenny Downham؛ زادهٔ ۱۹۶۴ میلادی) مؤلف، نویسنده و بازیگر اهل بریتانیا است.
از فیلم‌ها یا مجموعه‌های تلویزیونی که وی در آن‌ها نقش داشته‌است، می‌توان به ریحان و پوآرو اشاره نمود.